# Ponthévrard
Ponthévrard ist eine französische Gemeinde mit 700 Einwohnern (Stand: 1. Januar 2022) im Département Yvelines in der Region Île-de-France. Sie gehört zum Arrondissement Rambouillet und zum Kanton Rambouillet (bis 2015: Kanton Saint-Arnoult-en-Yvelines). Die Einwohner werden Évryponthains genannt.

## Geographie
Ponthévrard liegt etwa 54 Kilometer südwestlich von Paris und etwa elf Kilometer südsüdöstlich von Rambouillet. Umgeben wird Ponthévrard von den Nachbargemeinden Saint-Arnoult-en-Yvelines im Norden und Osten, Sainte-Mesme im Osten und Südosten, Saint-Martin-de-Bréthencourt im Süden sowie Sonchamp im Westen und Nordwesten.
Im Gemeindegebiet liegt das Autobahndreieck der Autoroute A10 mit der Autoroute A11.

## Bevölkerungsentwicklung
| Jahr                      | 1962 | 1968 | 1975 | 1982 | 1990 | 1999 | 2006 | 2013 |
| Einwohner                 | 95   | 99   | 155  | 360  | 420  | 471  | 542  | 614  |
| Quelle: Cassini und INSEE |      |      |      |      |      |      |      |      |

## Sehenswürdigkeiten

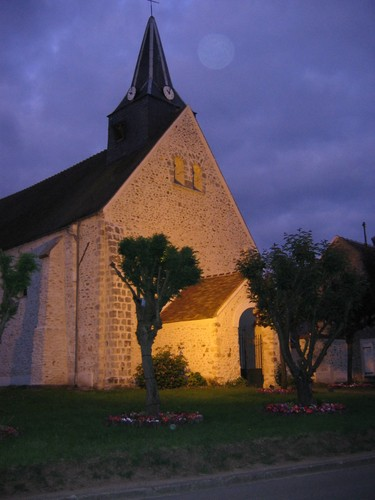
Kirche Notre-Dame

- Kirche Notre-Dame, auch Kirche Saint-Germain-de-Paris aus dem 11. Jahrhundert